# شیوا شعبانی
شیوا شعبانی بازیگر تئاتر و سینما و زندانی سیاسی اهل ایران است. او در جریان خیزش ۱۴۰۱ ایران توسط نیروهای امنیتی جمهوری اسلامی بازداشت شد.

## حرفه و فعالیت‌ها
شیوا شعبانی، بازیگر تئاتر و سینما و دانش‌آموخته دانشگاه پیام نور و دانشجوی کارشناسی ارشد بازیگری در دانشگاه سینما و تئاتر است. او همچنین در رادیو، تئاتر و خوانش و کارگردانی کتاب‌های صوتی فعالیت می‌کند. از آثار او می‌توان به سفید برفی، شیردل، بالا، ماشین‌ها، یک روز خوش برای موزماهی‌ها، مربوط به مردان، فریتس عزیز و اتریش علیا یا شخص سوم و اشانه یا کلبه والدین اشاره کرد. شیوه تئاتری او واقع گرایی سوسیالیستی است. او همچنین جوایز متعددی در زمینه ادبیات و نمایشنامه نویسی و جوایز بین‌المللی به‌عنوان «بهترین بازیگر زن» نیز دریافت کرده‌است.

## بازداشت
شیوا شعبانی، اوایل آبان‌ماه ۱۴۰۱ به‌دلیل حضور در تجمعات اعتراضی و حمایت از معترضان، بازداشت شد. به‌گزارش هرانا، شیوا شعبانی، توسط شعبه ۱۵ دادگاه انقلاب استان تهران به‌ریاست قاضی ابوالقاسم صلواتی، به اتهام «اجتماع و تبانی علیه امنیت ملی» به پنج سال حبس، و به‌اتهام «تبلیغ علیه نظام» به یک سال و در مجموع ۶ سال حبس تعزیری و مجازات تکمیلی همچون ۲ سال ممنوعیت خروج از کشور، ۲ سال ممنوعیت عضویت در دسته‌های سیاسی، نوشتن در مجلات و فعالیت در فضای مجازی و ۲ سال ممنوعیت کار در تئاتر و سینما محکوم شد.

## آثار
- سفید برفی
- شیردل
- بالا
- ماشین‌ها
- یک روز خوش برای موزماهی‌ها
- مربوط به مردان
- فریتس عزیز
- اتریش علیا یا شخص سوم و اشانه